# Gerf Hussein

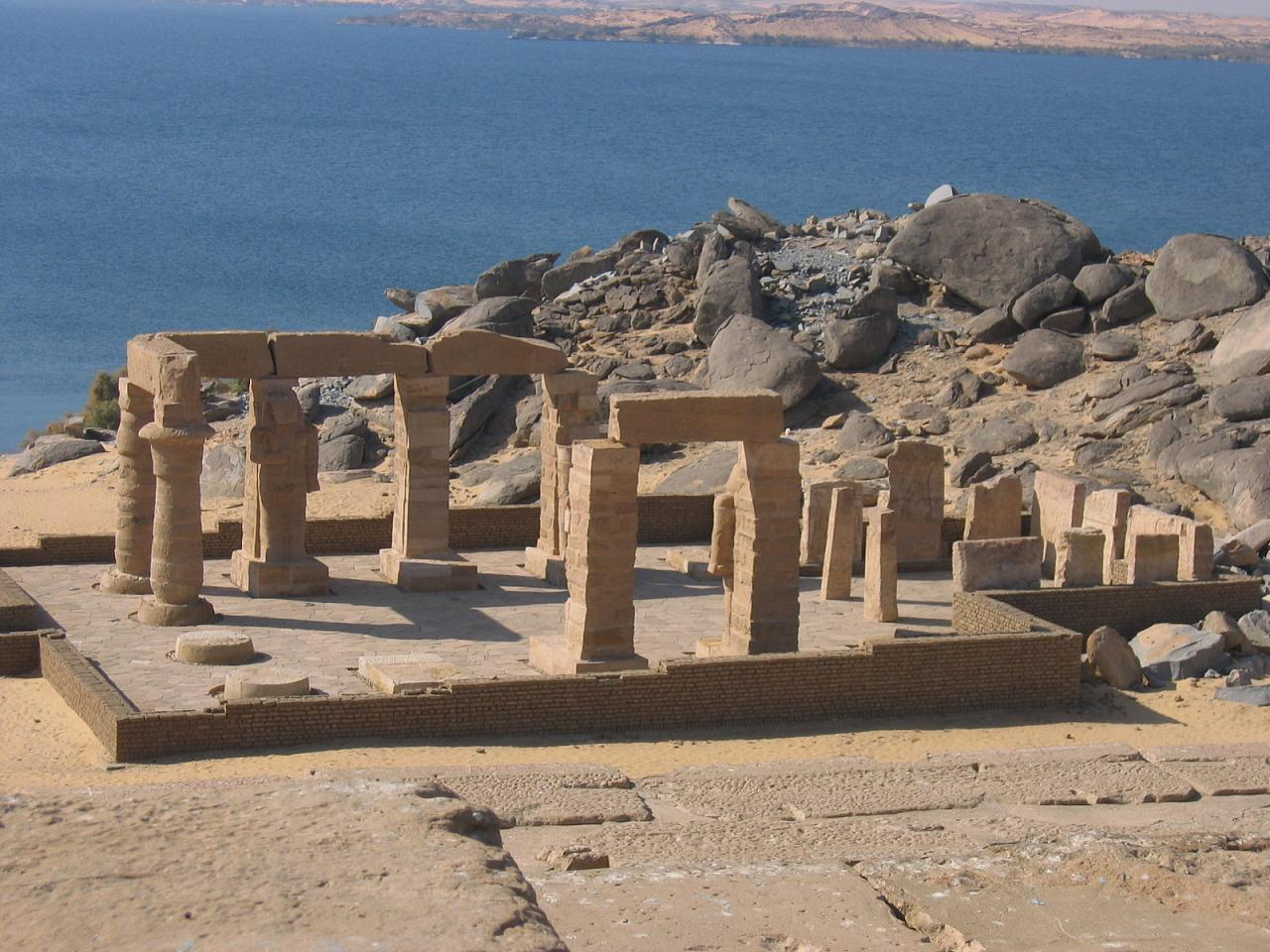
Freistehender Außenhof des Tempels auf Neu-Kalabscha

Gerf Hussein war ein etwa 90 km südlich von Assuan gelegener Ort in Unternubien, an dem ein altägyptischer Felsentempel aus der Regierungszeit von Ramses II. stand. Gerf Hussein lag einige Kilometer südlich von Dendur, an der Westseite des Nils, und wird heute vom Nassersee bedeckt.
Der Tempel wurde vom Vizekönig von Kusch Setau errichtet und war den Gottheiten Ptah, Ptah-Tatenen, Hathor sowie dem Gottkönig Ramses II. gewidmet. Die 65 m lange Tempelanlage war teilweise in den Fels hineingebaut und ähnelte vom Grundriss her dem Großen Tempel von Abu Simbel. Die vordere Hälfte bestand aus einem freistehenden Pylon mit nachfolgendem Hof, der von sechs Säulen und acht Statuenpfeiler umgeben war. Vom ersten Pylon bis zum Nil führte eine Widdersphinxallee. Das in den Fels gehauene Rückteil war 43 m tief und besaß einen Pfeilersaal mit sechs Statuenpfeilern sowie vier seitlichen Statuennischen mit Göttertriaden an den Längswänden. Dahinter folgten Opfertischsaal und Barkensanktuar, an dessen Rückwand sich vier aus dem Felsen gehauene Kultstatuen befanden.
Einige Teile des Tempels wurden auf der Insel Neu-Kalabscha bei Assuan wieder aufgebaut. Eine Kolossalstatue von Ramses II. aus Gerf Hussein steht heute im Nubischen Museum in Assuan.